# Hans Surholt
Hans Surholt (* 14. April 1900 in Minden, † nach 1948) war ein deutscher Jurist, u. a. Verteidiger während der Nürnberger Prozesse.

## Leben
Hans Surholt war der dritte Sohn des Oberzollinspektors Wilhelm Surholt (* 1864) und Elisabeth, geb. Hoffschulte (* 1872). Sein ältester Bruder war der Pharma-Unternehmer und Mäzen Wilhelm Surholt.
Hans Sulholt studierte an der Universität Münster Rechtswissenschaften und promovierte später. Ab 1933 war er Mitglied der NSDAP. Er wurde nach dem Krieg mit der Kategorie 4 „Mitläufer“ entnazifiziert. Nach dem Krieg war er als Jurist in Berlin tätig.
Die meisten der Rechtsanwälte der Nürnberger Prozesse hatten schon zur Zeit des Nationalsozialismus eine Zulassung als Rechtsanwalt, so auch Surholt, welcher schon vor dem Volksgerichtshof als Strafverteidiger zugelassen war und war dort nach dem Ausscheiden von Fritz Ludwig, seinem Sozius, 1937 der einzige Offizialverteidiger.
Im Einsatzgruppen-Prozess (Fall 9 der Nachfolgeprozesse; USA gegen Otto Ohlendorf et al.), welcher von Mitte August 1947 bis Ende Juli 1948 dauerte, war er Verteidiger von Otto Rasch. Rasch schied durch Krankheit am 5. Februar 1948 als einer von nur zwei Angeklagten aus dem Verfahren aus, er verstarb am 1. November 1948.
Bereits kurz nach Prozessbeginn hatte Surholt versucht, aufgrund von Raschs Parkinsonerkrankung eine zeitliche Aussetzung der Anklage gegen seinen Mandanten zu erreichen. Hierfür sprach er bei Benjamin Ferencz vor. Als dieser ihn nach der Krankheit von Rasch fragte, antwortete Surholt, dass Rasch zittern würde. Ferencz erwiderte, dass, wenn er so viele Personen wie Rasch getötet hätte, er auch zittern würde. Weiterführend fragte er Rasch: „Is he breathing?...If so, I am going to indict the son-of-a-bitch.“
Im späteren Prozess Oberkommando der Wehrmacht (Fall 12 der Nachfolgeprozesse; USA gegen Wilhelm Leeb et al.) war er Verteidiger des ehemaligen Chef des NS-Führungsstabes im OKW und Leiter des Allgemeinen Wehrmachtamtes, General der Infanterie Hermann Reinecke. Reinecke wurde wegen Verbrechen gegen die Menschlichkeit für schuldig befunden und zu lebenslanger Haft verurteilt, wobei er bereits 1954 vorzeitig aus der Haft entlassen wurde.